# Cosmia eugeniae
Cosmia eugeniae là một loài bướm đêm trong họ Noctuidae.